# Pomiechówek
Pomiechówek ist ein Dorf und Sitz der gleichnamigen Gemeinde im Powiat Nowodworski (Masowien) der Woiwodschaft Masowien, Polen.

## Gemeinde
Zur Landgemeinde (gmina wiejska) Pomiechówek gehören 26 Ortschaften mit einem Schulzenamt (sołectwo):
Błędowo
Błędówko
Brody
Bronisławka
Cegielnia-Kosewo
Czarnowo
Falbogi Borowe
Goławice Drugie
Goławice Pierwsze
Kikoły
Kosewko
Kosewo
Nowe Orzechowo
Nowy Modlin
Pomiechowo
Pomiechówek
Pomocnia
Stanisławowo
Stare Orzechowo
Szczypiorno
Śniadówko
Wola Błędowska
Wójtostwo
Wólka Kikolska
Wymysły
Zapiecki
Ein weiterer Ort der Gemeinde ist Brody-Parcele.